# Димитър Стоянович
Димитър Стоянович, известен и като Дими Стоянович, е български сценарист, журналист и телевизионен водещ.

## Биография
Роден е 4 февруари 1977 г. Завършва немска гимназия в София и история в Софийския университет „Св. Климент Охридски“. Баща му Иван Стоянович (1930 – 1999) е кинокритик, журналист и писател. Майка му Ани Бакалова (1940 – 2016) е известна театрална и филмова актриса. Брат му Петър Стоянович (р. 1967) е политик, историк, журналист, министър на културата в 92-рото правителство.
Сценарист е на тв предавания и документални поредици като „Пътеводител на историческия стопаджия“ (2000–2002), „Българските събития на ХХ в.“, „Голямото четене“, „Господари на ефира“, „Умно село“.
Сценарист на множество документални филми, на игралните филми „Преследвачът“ и „Границата“ (награда на СБФД за най-добър сценарий за 2015 г.).
Главен редактор на списание „L’Europeo“ от 2012 г.
От 4 септември 2017 г. е водещ на предаването „Денят започва с култура“ по БНТ.

## Филмография
- „Жълт олеандър“ (2021)
- „Снимка с Юки“ (2019)
- „На границата“ (6-сер. тв, 2014)
- „Преследвачът“ (тв, 2008)